# Randamonys (Druskininkai)
Randamonys is een dorp in het zuiden van Litouwen, ongeveer 120 kilometer ten zuidwesten van de hoofdstad Vilnius. Randamonys ligt in een de bosrijke omgeving die overgaat in het 55.000 hectare grote Nationaal Park Dzūkija. 

## Geschiedenis
Het dorp wordt het eerst genoemd in 1589.. Net als de rest van de omgeving van Vilnius behoorde Randamonys na 1919 tot Polen; het lag vlak bij de demarcatielijn met toenmalig Litouwen. Er waren toen ca 50 huishoudens. 
In 1923 werd een Litouwse school opgericht, met aanvankelijk 30 leerlingen. In 1929 werd de school door de Poolse bezetter gesloten, en later weer heropend. 

## Monument Vytautas

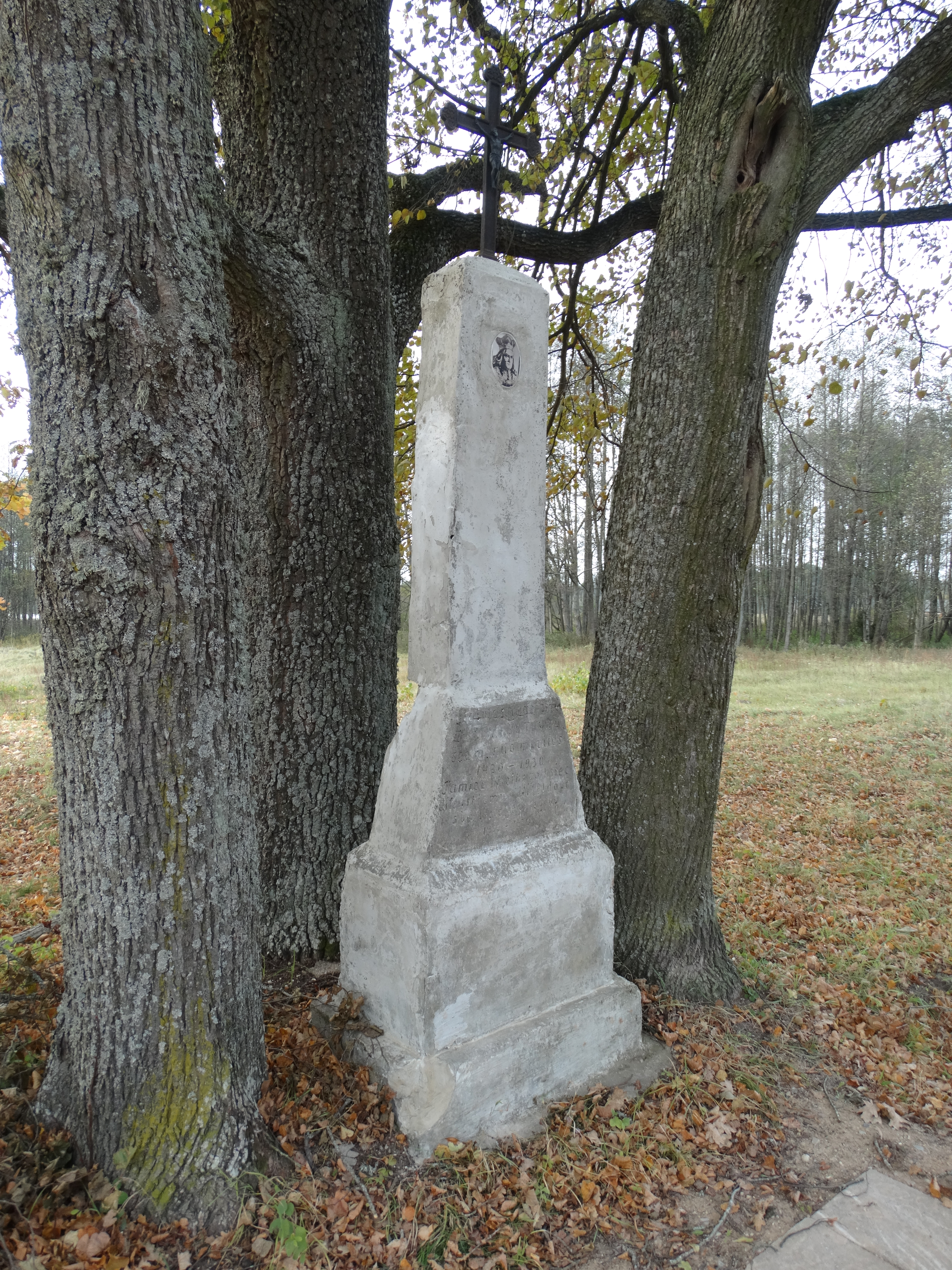
Gedenkteken van 500 jaar vorst Vytautas uit 1930

Op initiatief van de Litouwse bevolking werden middelen ingezameld voor een standbeeld van voormalig grootvorst Vytautas. De Polen vonden het goed als er een beeld kwam, maar stelden als voorwaarde dat er ook een Poolse inzending moest kunnen komen. Het monument is in zowel het Pools als Litouws geschreven. Omdat de Poolse tekst onder de Litouwse tekst werd geschreven, zijn de makers later verhoord in Grodno, dat toen in Polen lag.

## Bevolking
Randamonys telde in 2011 64 inwoners, van wie 30 mannen en 34 vrouwen.
| Inwoners per jaar |        |
| Jaar              | Aantal |
| 1970              | 196    |
| 1979              | 136    |
| 2001              | 82     |
| 2011              | 64     |
| 2014              | 64     |